# Thaise lampion

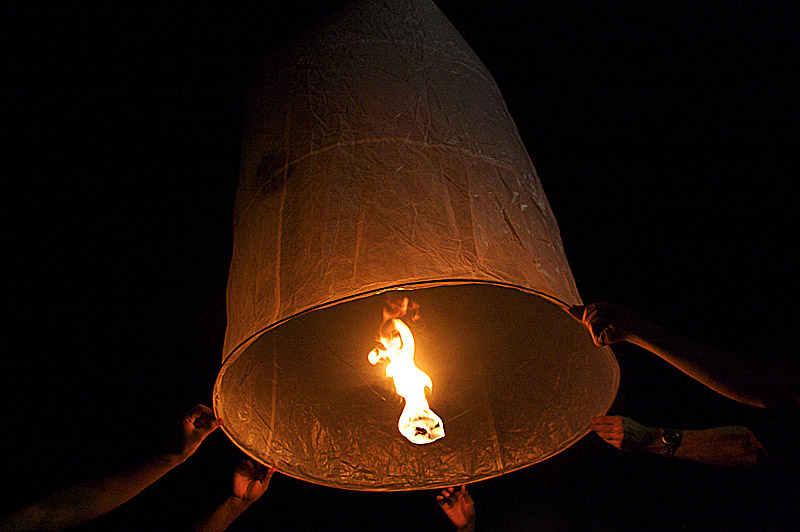
De lancering van vuurballonnen tijdens het festival Loy Krathong in Phuket, Thailand

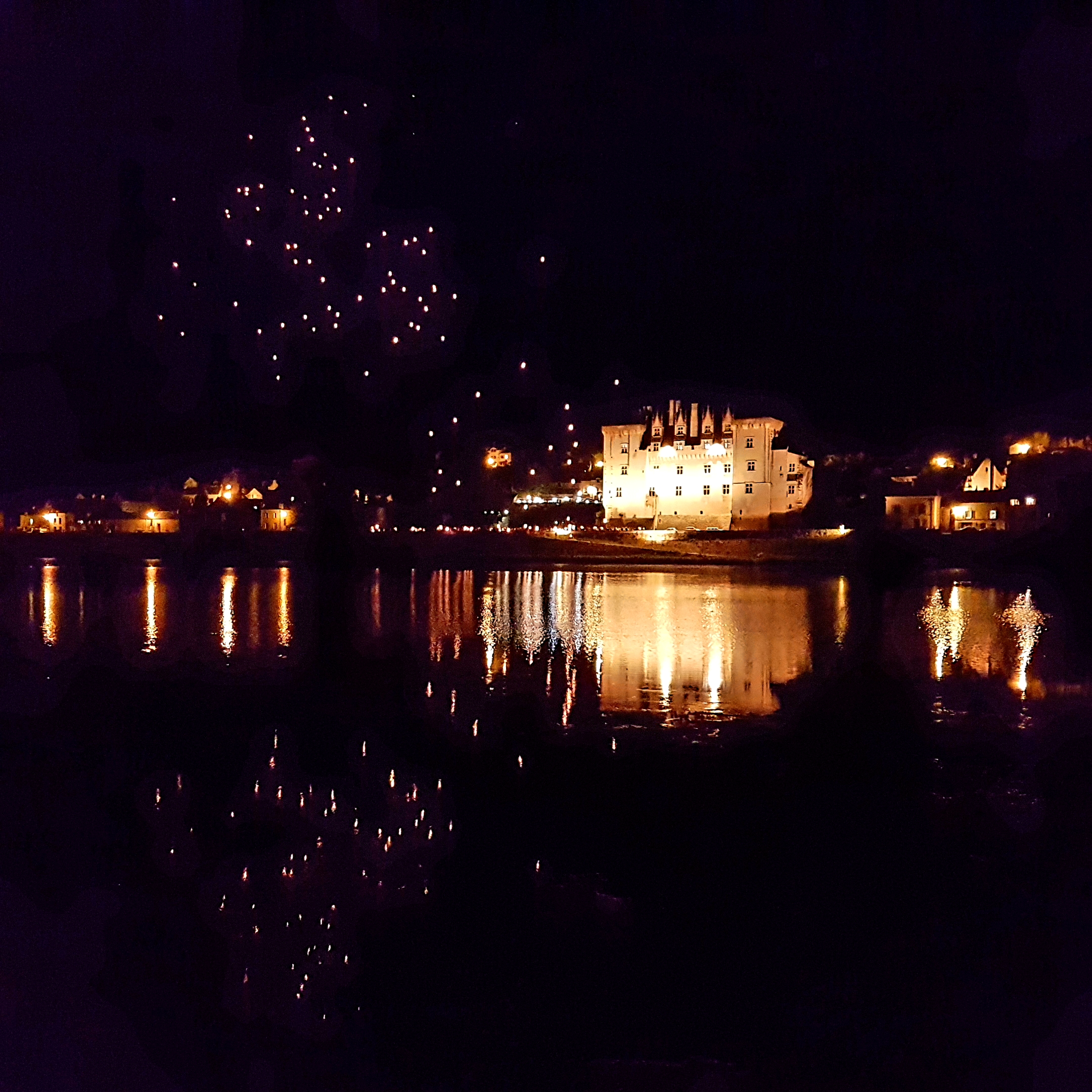
Vliegende lampionnen, Kasteel van Montsoreau, Loiredal, Frankrijk

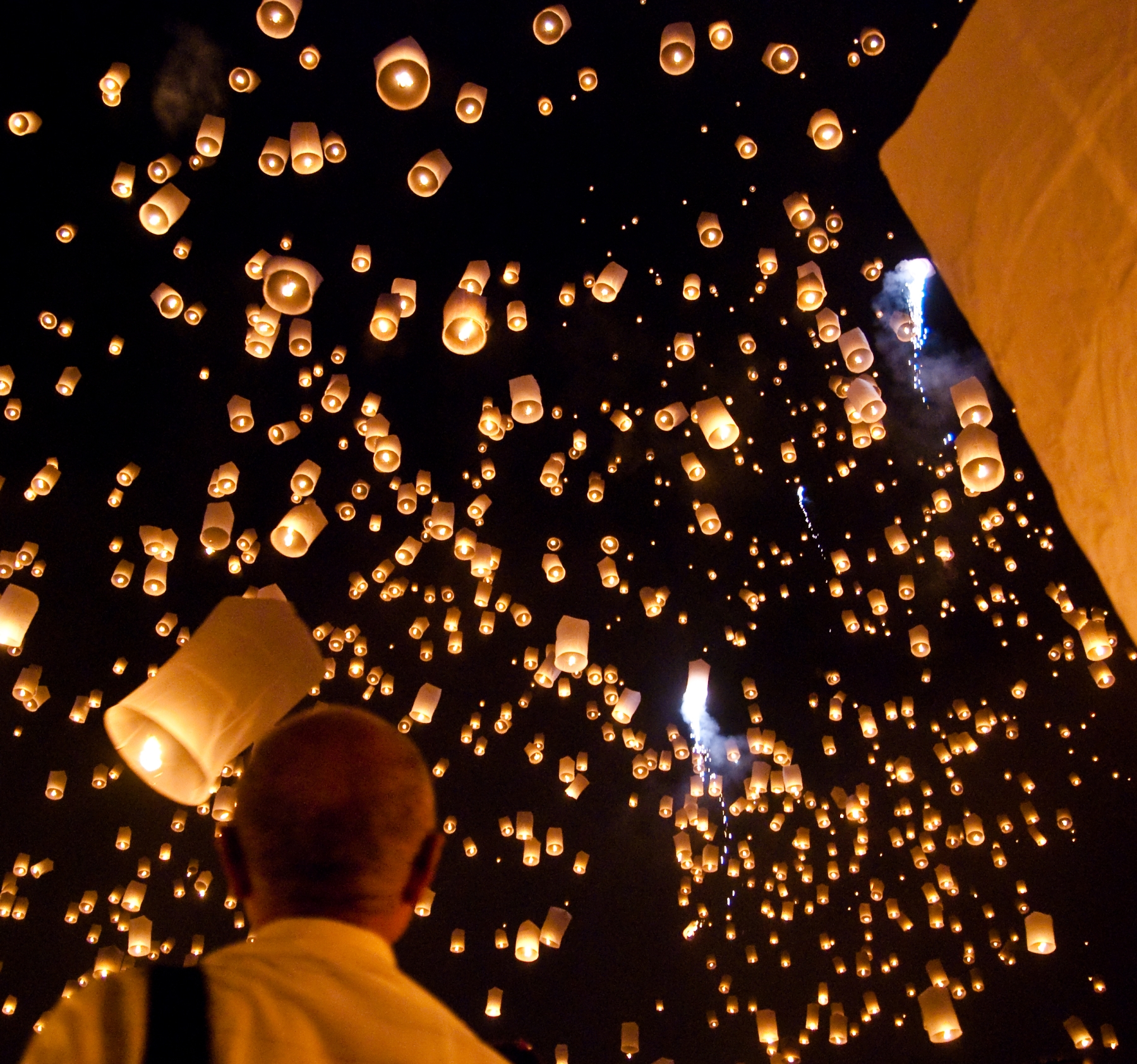
Vliegende lampionnen tijdens het festival Loy Krathong in Mae Jo, nabij Chiang Mai, Thailand

Een Thaise lampion, Kong-Ming-lantaarn, wensballon of vuurballon is een lampion die door zijn bouwwijze en de verhitting door een brandstofelement kan opstijgen en zweven. 

## Bouwwijze en principe
Een rijstpapieren zak wordt met de opening naar beneden over een raamwerk van bamboe gespannen. De hoogte bedraagt ongeveer een meter en de doorsnede 40 tot 60 centimeter. In de opening hangt een kleine hoeveelheid in was of andere brandbare vloeistof gedrenkte katoen of papier. Wanneer deze aangestoken wordt, wordt de lampion verlicht en de lucht in de lampion opgewarmd, waardoor deze zoals een heteluchtballon opstijgt. De lampion is zo over enkele kilometers zichtbaar. Nadat de lichtbron is gedoofd, daalt de lampion terug naar de aarde.

## Geschiedenis
De Kongming-lantaarn werd voor het eerst gebruikt door de Chinese strateeg Kongming (181 - 234) voor communicatiedoeleinden.
Later werden de lampionnen door burgers in met name China, Thailand en Taiwan gebruikt bij speciale gelegenheden als een soort vuurwerk. Dit gebruik zou geluk brengen. De bekendste gelegenheid waarbij ze gebruikt worden in deze landen is het Loi Krathong-festlval dat in november wordt gehouden(in de 12e maanmaand bij volle maan).
In 2005 werden op het strand van Khao Lak (Thailand) 5000 Kongming-lantaarns losgelaten ter nagedachtenis aan de slachtoffers van de tsunami van 26 december 2004.

### Geschiedenis in Nederland
In 2009 werden na een incident de importeurs van wensballonnen door de Nederlandse Voedsel- en Warenautoriteit (NVWA) bijeen geroepen om de veiligheid te bespreken. Tijdens deze bijeenkomst werd afgesproken om de wensballon veiliger te maken. Tot het moment dat de wensballon aan de veiligheidseisen voldoet is er een verbod op de verhandeling. In oktober kwam een bedrijf uit Weesp als eerste terug bij de NVWA en inmiddels meerdere aangeschoven overheidsinstanties met een ontwerp voor een wensballon met een dubbele ring. Dit ontwerp werd goedgekeurd en de verkoop kon weer worden opgepakt. Kort hierna volgde een bedrijf uit Arnhem met een ontwerp voor een matje onder de brander. Ook dat ontwerp werd goedgekeurd. Alle overige wensballonnen zijn verboden.

## Gevaren
Een nog brandende lampion kan tijdens de vlucht of bij het neerdalen brand veroorzaken als hij in een boom of gebouw terechtkomt. Daarom wordt het sterk afgeraden om de lantaarns bij (sterke) wind te gebruiken en is het gebruik in sommige landen verboden.
In Siegen (Duitsland) is in 2009 een kind overleden bij een door een vliegende lantaarn veroorzaakte huisbrand. Door de grote hoogte kan het luchtverkeer hinder ondervinden van de vliegende lampionnen.
Tijdens de nieuwjaarsviering op 1 januari 2020 werd het apenhuis in de dierentuin Krefeld (Duitsland) door een brand verwoest die vermoedelijk veroorzaakt werd door een Thaise lampion.

## Verbod
Het gebruik van de Thaise lampions is verboden in Duitsland.
Ook in Wales is het gebruik verboden.
In Nederland is het gebruik toegestaan, mits de lampion voldoet aan de veiligheidsregels van de Nederlandse Voedsel- en Warenautoriteit (NVWA).
In Vlaanderen geldt een totaalverbod op wensballonnen sinds mei 2019. In Brussel en Wallonië zijn de ballonnen in bepaalde gemeenten verboden.